# فريد العطاس
سيد فريد العطاس هو عالم إجتماع ومحاضر ومؤلف ماليزي ذي أصول يمنية، من بين أهتماماته ابن خلدون والإنقسام الشرقي الغربي وأسلمة المعرفة. يعمل أستاذاً في قسم علم الاجتماع في جامعة سنغافورة الوطنية.

## الكتب
- Ibn Khaldun (Makers of Islamic Civilization) ابن خلدون (صناع الحضارة الإسلامية)، مطبعة جامعة أكسفورد، 2013
- Applying Ibn Khaldun: The Recovery of a Lost Tradition in Sociology تطبيق ابن خلدون: استعادة التقليد الضائع في علم الاجتماع (التقدم الروتيني في علم الاجتماع)، 2014
- An Islamic Perspective on the Commitment to Inter-Religious Dialogue منظور إسلامي في الالتزام بالحوار بين الأديان، معهد الدراسات الإسلامية المتقدمة، ماليزيا، 2008
- Alternative Discourses in Asian Social Science: Responses to Eurocentrism، الخطابات البديلة في العلوم الاجتماعية الآسيوية: الردود على المركزية الأوروبية، سيج، 2006
- Democracy and Authoritarianism in Indonesia and Malaysia: The Rise of the Post-Colonial State، الديمقراطية والسلطوية في إندونيسيا وماليزيا: صعود دولة ما بعد الاستعمار، ماكميلان، 1997
- The post-colonial state: Dual functions in the public sphere حالة ما بعد الاستعمار: الوظائف المزدوجة في المجال العام (أوراق عمل قسم علم الاجتماع)، جامعة سنغافورة الوطنية، 1994
- Asian Inter-Faith Dialogue: Perspectives on Religion، الحوار الآسيوي بين الأديان: وجهات نظر حول الدين والتعليم والتماسك الاجتماعي (محرر) (ريما والبنك الدولي، 2003)
- Asian Anthropology الأنثروبولوجيا الآسيوية، تم تحريره مع جان فان بريمن وإيال بن آري (روتلدج، 2005)

## روابط خارجية
- "تحرير الجامعات" على يوتيوب
- Goodreads